# 台北ストーリー
『台北ストーリー』（たいぺいストーリー、原題：青梅竹馬、英題：Taipei Story）は1985年製作の台湾映画。エドワード・ヤン監督。

## 概要
ホウ・シャオシェンは家を抵当に入れて出資し、なおかつ主演も行ったが、台湾公開時は人気がなくわずか数日で打ち切られたという。ロカルノ国際映画祭審査員特別賞を受賞した他、各国の映画祭で好評を得た。ヒロインを演じ主題歌を歌ったツァイ・チンは、本作出演の後エドワード・ヤン監督と結婚したが、1995年に離婚した。
日本では台湾映画祭、侯孝賢映画祭、2008年の第20回東京国際映画祭などで『青梅竹馬』『タイペイ・ストーリー』『幼馴染み タイペイストーリー』などの邦題で上映されたものの長らく劇場未公開だったが、エドワード・ヤン生誕70年、没後10年となる2017年に、4Kデジタルリストア版で劇場初公開が実現。2016年の第17回東京フィルメックスでも上映された。

## あらすじ
1980年代の台北、その古い問屋街で育った幼馴染のアリョンとアジンは、恋人とも友達ともつかない関係にあった。アリョンは、かつてリトルリーグのエースとして活躍した過去を持ち、今は家業の布地問屋を地道に営んでいる。一方のアジンはキャリアウーマンとして不動産開発会社で仕事をしていたが、会社が大企業に買収されて職を失い、先を見失っている。
アジンは、アメリカにいるアリョンの義理の兄を頼ってアメリカに行こうとアリョンに持ちかけるが、アリョンは煮え切らない。アリョンの家とアジンの家は祖父の代からの付き合いがあり、アリョンは家を売って作った渡米資金を、借金返済で困っているアジンの父親に融通してしまう。
アリョンとの距離が縮まらないまま、その関係にしびれを切らしたアジンは、妹の友達の若い男と付き合い始める。やがてアリョンはアジンに付きまとう暴走族の若い男に刺殺され、アジンはアメリカ行きを諦めて、知人のパソコン会社に誘われた。

## キャスト
- アジン（阿貞）：ツァイ・チン（蔡琴）
- アリョン（阿隆）：ホウ・シャオシェン（侯孝賢）
- アキン（阿欽）：ウー・ニェンツェン（呉念眞）
- シャオ・クー（小柯）：クー・イーチェン（柯一正）
- ：リン・シュウレイ（林秀玲）
- ：クー・スーユン（柯素雲）
- ：メイ・ファン（梅芳）
- ：チェン・シューファン（陳淑芳）

## スタッフ
- 監督：エドワード・ヤン（楊徳昌）
- 脚本：エドワード・ヤン（楊徳昌）、チュー・ティエンウェン（朱天文）、ホウ・シャオシェン（侯孝賢）
- 製作：ホウ・シャオシェン（侯孝賢）
- 撮影：ヤン・ウェイハン（楊渭漢）
- 音楽：ヨーヨー・マ